# Кијебри
Кијебри (фр. Cuébris) насеље је и општина у Француској у региону Прованса-Алпи-Азурна обала, у департману Приморски Алпи која припада префектури Ница.
По подацима из 2011. године у општини је живело 126 становника, а густина насељености је износила 5,45 становника/km². Општина се простире на површини од 23,1 km². Налази се на средњој надморској висини од 500 метара (максималној 1.108 m, а минималној 320 m).

## Демографија
| 1962. | 1968. | 1975. | 1982. | 1990. | 1999. | 2011. |
| ----- | ----- | ----- | ----- | ----- | ----- | ----- |
| 48    | 63    | 91    | 140   | 179   | 180   | 126   |

График промене броја становника у току последњих година